# Шелег, Владимир Иванович
Влади́мир Ива́нович Ше́лег (бел. Ўладзімір Іванавіч Шелег; род. 8 апреля 1973) — белорусский футболист, полузащитник.

## Карьера
Начинал играть в КИМ в сезоне 1992/93. С 1996 выступал в российском клубе «Анжи» из Махачкалы, после того как клуб в том же году вышел в Первый дивизион, провёл в различных клубах этого турнира в общей сложности 5 лет.
В 2000 был на просмотре в московском ЦСКА, но клубу не подошёл. За три тура до финиша первенства в Первом дивизионе 2000 года, который он провёл в астраханском «Волгаре-Газпроме», уехал на просмотр в Израиль. Сначала был на просмотре в «Хапоэле» из Хайфы, потом — в Нетании и Петах-Тикве. Но найти компромисс по цене за трансфер потенциальным покупателям не удалось. Был на просмотре в «Сатурне», с которым провёл турецкий сбор.
В 2003 начинал в «Торпедо» из Жодино, но в паузе между кругами перешёл в «Динамо» из Бреста. Карьеру же завершал в минских клубах «Локомотив» и «Торпедо».